# Württembergische E
Die E waren Dampflokomotiven der Königlich Württembergischen Staats-Eisenbahnen, gebaut von der belgischen Firma Cockerill aus Seraing. Die Dreizylinder-Verbundlokomotiven der Achsfolge 1'B1' wurden für den Schnellzugdienst beschafft.

## Geschichte

Werkfoto der E 402 Stockholm

Bis Anfang der 1890er konnten die Lokomotiven der Klasse A den Schnellzugverkehr ohne Probleme bewältigen. Ab dieser Zeit bestand jedoch, durch die Erhöhung der Zugmasse und Geschwindigkeit bedingt, ein Bedarf an leistungsfähigeren Maschinen. Da die Maschinenfabrik Esslingen mit der Entwicklung der schweren Güterzuglokomotive der Klasse G beschäftigt war, ging der Auftrag an den belgischen Hersteller Cockerill.
1892 entstanden 10 Lokomotiven, die die Betriebsnummern 401 bis 410 erhielten.
Sie ähnelten der Reihe 12 aus Belgien. Cockerill war nur die konstruktive Grundkonzeption vorgegeben worden. Im Vergleich mit der belgischen Type besaßen sie einen größeren Kessel. Ausgelegt waren die Maschinen für einen Kesselüberdruck von 15 kp/cm², betrieben wurden sie allerdings mit 12 kp/cm². Von den drei Zylindern befand sich der Hochdruckzylinder zwischen den anderen beiden. Der Rost wies eine stufenförmig unterstützte Feuerbüchse auf. Die Lokomotiven konnten als Drilling oder Verbundmaschine betrieben werden und hatten eine von der Tenderkupplung aus gesteuerte Rückstelleinrichtung für die Laufradsätze.
Hermann Lohr und Georg Thielmann zufolge, ist äußerlich eine Überlastung der Schleppachse zu erkennen. Der vordere Überhang durch die Anordnung der Zylinder vor der Laufachse machte sich bei höheren Geschwindigkeiten bemerkbar. Die vorgesehene Höchstgeschwindigkeit von 80 km/h wurde später auf 75 km/h herabgesetzt. Auf 10 ‰ Steigung beförderten die Maschinen 150 t mit 60 km/h.
Bis 1903 wurden sie im schweren Schnellzugdienst zwischen Bretten und Ulm eingesetzt. Sie versahen zuverlässig den hochwertigen Schnellzugdienst einschließlich des Transitverkehrs internationaler Schnellzüge. Danach waren sie in Heilbronn stationiert. 1921 wurden die Lokomotiven ausgemustert.

## Konstruktive Merkmale
Der Lokomotivkessel war als Belpaire-Kessel ausgeführt, der Langkessel hatte drei Kesselschüsse und einen großen Dampfdom auf dem vorderen Kesselschuss. Die Rohrlänge betrug 4,295 m, die Rostfläche 2,0 m² und die Heizfläche 148,0 m², der Betriebsdruck lag bei 12 kp/cm². Die 250 Heizrohre hatten einen Durchmesser von 45 mm. Die Kesselmitte lag bei 2150 mm über Schienenoberkante.
Der Blechrahmen war innenliegend ausgeführt. Die Rahmenbleche waren 30 mm stark.
Die Lokomotiven hatten ein Nassdampf-Dreizylinderverbundtriebwerk mit zwei waagerecht angeordneten Außenzylindern und einem Innenzylinder und konnten sowohl in einfacher Dampfdehnung als auch in Verbundwirkung betrieben werden. Beim Betrieb in Verbundwirkung arbeitete der Innenzylinder als Hochdruckzylinder und die Außenzylinder als Niederdruckzylinder. Mit einem Wechselventil konnte beim Anfahren auf einfache Dampfdehnung umgeschaltet werden, mit einer Dampfhilfssteuerung erfolgte die Umsteuerung auf Verbundwirkung. Die Kreuzkopfführung war zweischienig, angetrieben wurde die erste Kuppelachse. Die Allan-Steuerung war getrennt angeordnet und einstellbar.
Die Treibräder hatten 1650 mm Durchmesser, die Blattfedern waren unter den Achslagern angeordnet und durch Ausgleichshebel verbunden. Die Laufräder waren 1045 mm groß, die Laufachsen waren durch ein Klose-Lenkwerk mit der Tenderkupplung verbunden und radial einstellbar. Die vordere Laufachsfeder war oberhalb angeordnet, die Blattfeder der Schleppachse war mit Zwischenhebel nach hinten verschoben. Der Abstand zwischen der Vorlaufachse und der ersten Kuppelachse betrug 1.832 mm, zwischen den beiden Kuppelachsen waren es 2.135 mm und zwischen der zweiten Kuppelachse und der Schleppachse wiederum 1.832 mm.
Die Kniehebelbremse wirkte einseitig von innen auf die Kuppelräder. Der Sandkasten auf dem Laufblech vor der ersten Kuppelachse sandete die erste Kuppelachse einseitig von vorn. Über den Kuppelrädern hatten die Lokomotiven ausgeschnittene Radkästen. Die Lokomotiven waren mit Schlepptendern der Bauart 2 T 10 gekuppelt.

## Fahrzeugliste
| Fabriknr. | Baujahr | Bahnnummer K.W.St.E. | Name       | ausgemustert |
| --------- | ------- | -------------------- | ---------- | ------------ |
| 1680      | 1892    | 401                  | Bruessel   | 1921         |
| 1681      | 1892    | 402                  | Stockholm  | 1921         |
| 1682      | 1892    | 403                  | Athen      | 1921         |
| 1683      | 1892    | 404                  | London     | 1921         |
| 1684      | 1892    | 405                  | Amsterdam  | 1921         |
| 1685      | 1892    | 406                  | Madrid     | 1921         |
| 1686      | 1892    | 407                  | Sofia      | 1921         |
| 1687      | 1892    | 408                  | Odessa     | 1921         |
| 1688      | 1892    | 409                  | Petersburg | 1921         |
| 1689      | 1892    | 410                  | Riga       | 1921         |